# بابلو جينوفيز
بابلو جينوفيز (بالإسبانية: Pablo Genovese)‏ (26 يوليو 1977 ببوينس آيرس في الأرجنتين - ) هو لاعب كرة قدم أرجنتيني في مركز الوسط. لعب مع نادي ماراثون وComayagua F.C. ‏ وClub Atlético Temperley ‏ وأرجنتينو دي كويلمس ‏ ونادي بيدا وClub Atlético Brown ‏.

## وصلات خارجية
- بابلو جينوفيز على موقع قاعدة بيانات كرة القدم.إي يو (الإنجليزية)